# Gerald Bzdel
Gerald Bzdel (né le 13 mars 1968 à Wynyard, dans la province de la Saskatchewan au Canada) est un joueur professionnel canadien de hockey sur glace.

## Carrière de joueur
Il a joué son hockey junior dans la Ligue de hockey de l'Ouest. Après sa première saison complète dans la ligue, il fut repêché par les Nordiques de Québec en 1986. Il complète sa carrière junior après deux autres saisons.
Il se joint donc à l'organisation de Québec en jouant pour le club-école de ces derniers, les Citadels d'Halifax de la Ligue américaine de hockey. Il connut sa saison la plus productive en 1989-1990 avec un total de 22 points en 59 parties. Ne parvenant pas à atteindre la Ligue nationale de hockey, il continua à jouer pour les Citadels jusqu'au début de la saison 1992-1993, où il décida de mettre un terme à sa carrière après seulement 5 parties.

## Statistiques
| Saison    | Équipe                  | Ligue |    | Saison régulière | Saison régulière | Saison régulière | Saison régulière | Saison régulière |   | Séries éliminatoires | Séries éliminatoires | Séries éliminatoires | Séries éliminatoires | Séries éliminatoires |
| Saison    | Équipe                  | Ligue | PJ | B                | A                | Pts              | Pun              | PJ               | B | A                    | Pts                  | Pun                  |                      |                      |
| 1983-1984 | Pats de Regina          | LHOu  | 1  | 0                | 0                | 0                | 0                | -                | - | -                    | -                    | -                    |                      |                      |
| 1984-1985 | Pats de Regina          | LHOu  | 20 | 0                | 4                | 4                | 6                | -                | - | -                    | -                    | -                    |                      |                      |
| 1985-1986 | Pats de Regina          | LHOu  | 72 | 2                | 15               | 17               | 107              | 10               | 0 | 3                    | 3                    | 14                   |                      |                      |
| 1986-1987 | Pats de Regina          | LHOu  | 13 | 0                | 3                | 3                | 38               | -                | - | -                    | -                    | -                    |                      |                      |
| 1986-1987 | Thunderbirds de Seattle | LHOu  | 35 | 4                | 9                | 13               | 99               | -                | - | -                    | -                    | -                    |                      |                      |
| 1987-1988 | Warriors de Moose Jaw   | LHOu  | 72 | 4                | 17               | 21               | 217              | -                | - | -                    | -                    | -                    |                      |                      |
| 1988-1989 | Citadels d'Halifax      | LAH   | 36 | 1                | 3                | 4                | 46               | -                | - | -                    | -                    | -                    |                      |                      |
| 1989-1990 | Citadels d'Halifax      | LAH   | 59 | 2                | 20               | 22               | 84               | 6                | 0 | 1                    | 1                    | 24                   |                      |                      |
| 1990-1991 | Citadels d'Halifax      | LAH   | 74 | 3                | 11               | 14               | 99               | -                | - | -                    | -                    | -                    |                      |                      |
| 1991-1992 | Citadels d'Halifax      | LAH   | 35 | 0                | 6                | 6                | 42               | -                | - | -                    | -                    | -                    |                      |                      |
| 1992-1993 | Citadels d'Halifax      | LAH   | 5  | 0                | 1                | 1                | 16               | -                | - | -                    | -                    | -                    |                      |                      |